# Jean d'Éphèse
Pour les articles homonymes, voir Saint Jean.
Jean d'Éphèse ou Jean d'Asie, ou encore Jean d'Amida, est un évêque monophysite et écrivain religieux de langue syriaque, né vers 507 dans le district d'Ingila, au nord d'Amida, et mort peu après 585.

## Biographie
À l'âge de trois ou quatre ans, il fut confié par ses parents à un moine stylite nommé Maron, dont l'enclos se trouvait dans une localité nommée Ar'a Rabtha (« Grande Terre »). À quinze ans, il entra dans le monastère fondé par Jean l'Ourtéen (Yuhannan Urtaya) près d'Amida ; cette communauté avait été expulsée de son siège en 521, vécut dans le monastère de Mama, à Hazim, jusqu'en 526, et après d'autres déplacements fut autorisée à regagner Amida en 530. En 529, le jeune homme fut ordonné diacre par le fervent évêque monophysite Jean de Tella.
En 532, il se trouvait à Antioche ; en 534, en Palestine, puis en Égypte. De là, il se rendit en 535 à Constantinople, où il fit la connaissance de Jacques Baradée, et aussi d'un certain Deutérius, qui fut ensuite pendant très longtemps son collaborateur. Il était de retour à Amida quand, pendant l'hiver 536-537, une violente persécution anti-monophysite fut lancée par Éphrem, patriarche d'Antioche, lui-même originaire d'Amida, et par Abraham, l'évêque de la ville. La communauté à laquelle il appartenait fut à nouveau expulsée, et après une nouvelle errance s'installa en 539 près de Claudia sur l'Euphrate. En 540, il suivit son supérieur l'archimandrite Abba, qui se réfugia alors à Constantinople. En 541, il fit un nouveau voyage en Égypte, en Palestine et en Syrie, puis revint à Constantinople. Il habitait alors dans la maison du patrice Probus, neveu de l'empereur Anastase.
En 542, il fut choisi par l'empereur Justinien pour la mission d'éradiquer les pratiques païennes qui subsistaient dans la province d'Asie, à condition que les conversions se fassent vers la foi de Chalcédoine. Il affirme y avoir baptisé 70 000 païens ; il y fonda 41 églises aux frais des convertis, et l'empereur en ajouta 55 aux frais de l'État ; il établit également un important monastère près de Tralles, sur une colline dominant la vallée du Méandre ; une grande part de ces fondations se fit sur les ruines de temples païens qu'il avait fait détruire.
Son activité dans la région fut également dirigée contre des sectes chrétiennes hétérodoxes, notamment les montanistes : il dirigea une expédition contre leur grand centre religieux de Pépouza, situé en Phrygie, et que la secte appelait la « Nouvelle Jérusalem » ; le sanctuaire fut détruit, les corps des fondateurs Montanus, Priscilla et Maximilia déterrés et brûlés, et tout le reste incendié. De nouvelles persécutions sous Tibère II semblent être venues à bout de l'existence de ce groupe religieux.
Il s'intéressa aussi à une mission d'évangélisation des Nubiens, mais sans faire lui-même le voyage. En 546, l'empereur le chargea d'une mission d'enquête sur la persistance de pratiques païennes dans les milieux dirigeants de Constantinople ; il s'en acquitta avec un zèle fanatique, n'hésitant pas à faire torturer des suspects. Phocas, ancien préfet du prétoire d'Orient, fut acculé au suicide par le poison. Jean se prévalut ensuite des titres d'« Instructeur des païens » et de « Briseur des idoles ».
En 558, Jacques Baradée le consacra archevêque d'Éphèse des monophysites, et consacra six autres évêques pour la province d'Asie, ce qui semble indiquer que le missionnaire n'avait guère respecté les consignes doctrinales de Justinien. Rien n'indique qu'il se soit jamais installé à Éphèse : il semble plutôt qu'il ait continué à résider à Constantinople. Après la mort, en 566, de Théodose d'Alexandrie, qui vivait en résidence surveillée dans la capitale, il fut considéré comme le plus haut dignitaire de l'Église monophysite. Mais à partir de 571, l'empereur Justin II, après avoir tenté une union qui fut refusée par la majorité des monophysites, ordonna une campagne de persécution violente contre les dissidents, et Jean d'Éphèse en fut l'une des cibles en vue : sur l'ordre du patriarche Jean III le Scholastique, il fut jeté en prison et maltraité. En 576, les monophysites étant très divisés, il exprima son désaccord avec Jacques Baradée, qui louvoyait entre Paul le Noir, signataire, puis dénonciateur de l'union avortée de 571, et les Alexandrins, qui ne voulaient plus entendre parler de lui, et devant qui Baradée sembla capituler. Après 580, forcé de fuir et de se cacher, il consacra son collaborateur Deutérius comme évêque de Carie et lui confia les communautés de la province d'Asie qu'il avait converties. Il fut détenu pendant un an à Chalcédoine. On ne sait ni où ni quand il mourut, mais ce fut sans doute peu après 585, car son Histoire s'arrête cette année-là.

## Œuvre
Jean d'Éphèse est l'auteur de deux ouvrages importants pour les historiens, tous deux écrits en syriaque :
- d'une part les Vies des bienheureux orientaux, ensemble de 58 brèves biographies de moines et d'ascètes de Mésopotamie, qu'il écrivit entre 566 et 568 (une est entièrement perdue, deux autres presque entièrement, et cinq autres conservées de manière fragmentaire) ;
- d'autre part une Histoire ecclésiastique en trois parties de six livres chacune, couvrant une période allant de Jules César (donc un peu avant la naissance de l'Église) à 585 (interruption, sans doute, par la mort de l'auteur). La première partie, qui allait jusqu'à la mort de l'empereur Zénon en 491, est entièrement perdue. La deuxième[7], couvrant la période 491-571, constitue en fait (peut-être avec des lacunes) la troisième partie de la Chronique du Pseudo-Denys de Tell-Mahré, dite aussi Chronique de Zuqnîn (une chronique universelle composée à la fin du VIIIe siècle par un moine jacobite de Zuqnîn, près d'Amida, et retrouvée en 1715 par le savant maronite J.-S. Assemani ; manuscrit conservé à la bibliothèque du Vatican). La troisième partie, qui commence avec la persécution ordonnée par Justin II en 571, a été conservée, avec quelques lacunes importantes, dans un manuscrit indépendant du VIIe siècle conservé à la British Library.

## Éditions des textes
- Les Vies des bienheureux orientaux, dans Anecdota Syriaca, éd. Jan Pieter Nicolaas Land, vol. II, p. 1 à 288 (Leyden, 1868) ; et Patrologia Orientalis, éd. Ernest Walter Brooks, t. XVII, fasc. 1, p. 1-307 (Paris, 1923), et t. XVIII, fasc. 4, p. 513-698 (Paris, 1924).
- La deuxième partie de l'Histoire ecclésiastique: fragments en syriaque provenant de deux manuscrits de la British Library dans les Anecdota Syriaca, vol. II, p. 289-329 et 385-390 ; traductions anglaises de la 3e partie de la Chronique de Zuqnîn, par Amir Harrak (Toronto, 1999), et par Witold Witakowski (Liverpool, 1997).
- La troisième partie : Iohannis Epheseni Historiæ Ecclesiasticæ pars tertia, éd. E. W. Brooks, dans Corpus Scriptorum Christianorum Orientalium (Louvain, 1935), texte syriaque et traduction latine ; traduction anglaise par R. Payne Smith (Oxford, 1860), et allemande par J. M. Schonfelder (Munich, 1862).